# Sydamerikanska mästerskapet i fotboll 1925
Sydamerikanska mästerskapet i fotboll 1925 spelades i Buenos Aires, Argentina 29 november-25 december 1925.
1925 deltog Argentina, Brasilien och Paraguay. Chile och Uruguay drog sig ur, vilket gjorde att detta års upplaga lockade ett förhållandevis litet antal lag. Spelschemat lades då om, och två omgångar infördes.

## Matcher
Lagen spelade i en serie där alla mötte alla två gånger, där vinst gav två poäng, oavgjort en och förlust noll.
| Lag       | S | V | O | F | GM | IM | MS | P |
| --------- | - | - | - | - | -- | -- | -- | - |
| Argentina | 4 | 3 | 1 | 0 | 11 | 4  | +7 | 7 |
| Brasilien | 4 | 2 | 1 | 1 | 11 | 9  | +2 | 5 |
| Paraguay  | 4 | 0 | 0 | 4 | 4  | 13 | −9 | 0 |

|  | 29 november 1925 | Argentina             | 2 – 0   | Paraguay | Estadio Ministro Brin y Senguel, Buenos Aires |                                     |
|  |                  | Seoane 2′ Sánchez 72′ | (1 – 0) |          | Domare: Ricardo Vallarino (Uruguay)           | Domare: Ricardo Vallarino (Uruguay) |
|  |                  |                       |         |          | Domare: Ricardo Vallarino (Uruguay)           | Domare: Ricardo Vallarino (Uruguay) |
|  |                  |                       |         |          | Domare: Ricardo Vallarino (Uruguay)           | Domare: Ricardo Vallarino (Uruguay) |

|  | 6 december 1925 | Brasilien                                               | 5 – 2   | Paraguay       | Estadio Sportivo Barracas, Buenos Aires |                                      |
|  |                 | Moderato 16′ Friedenreich 21′ Lagarto 42′, 47′ Nilo 72′ | (3 – 1) | Rivas 25′, 55′ | Domare: Gerónimo Rapossi (Argentina)    | Domare: Gerónimo Rapossi (Argentina) |
|  |                 |                                                         |         |                | Domare: Gerónimo Rapossi (Argentina)    | Domare: Gerónimo Rapossi (Argentina) |
|  |                 |                                                         |         |                | Domare: Gerónimo Rapossi (Argentina)    | Domare: Gerónimo Rapossi (Argentina) |

|  | 13 december 1925 | Argentina                          | 4 – 1   | Brasilien | Estadio Sportivo Barracas, Buenos Aires |                                    |
|  |                  | Seoane 41′, 48′, 74′ Garassini 72′ | (1 – 1) | Nilo 22′  | Domare: Manuel Chaparro (Paraguay)      | Domare: Manuel Chaparro (Paraguay) |
|  |                  |                                    |         |           | Domare: Manuel Chaparro (Paraguay)      | Domare: Manuel Chaparro (Paraguay) |
|  |                  |                                    |         |           | Domare: Manuel Chaparro (Paraguay)      | Domare: Manuel Chaparro (Paraguay) |

|  | 17 december 1925 | Paraguay   | 1 – 3   | Brasilien                 | Estadio Ministro Brin y Senguel, Buenos Aires |                                      |
|  |                  | Fretes 58′ | (0 – 1) | Nilo 30′ Lagarto 57′, 61′ | Domare: Gerónimo Rapossi (Argentina)          | Domare: Gerónimo Rapossi (Argentina) |
|  |                  |            |         |                           | Domare: Gerónimo Rapossi (Argentina)          | Domare: Gerónimo Rapossi (Argentina) |
|  |                  |            |         |                           | Domare: Gerónimo Rapossi (Argentina)          | Domare: Gerónimo Rapossi (Argentina) |

|  | 20 december 1925 | Paraguay           | 1 – 3   | Argentina                             | Estadio Ministro Brin y Senguel, Buenos Aires       |                                                     |
|  |                  | Fleitas Solich 15′ | (1 – 2) | Tarasconi 22′ Seoane 32′ Irurieta 63′ | Domare: Joaquim Antônio Leite de Castro (Brasilien) | Domare: Joaquim Antônio Leite de Castro (Brasilien) |
|  |                  |                    |         |                                       | Domare: Joaquim Antônio Leite de Castro (Brasilien) | Domare: Joaquim Antônio Leite de Castro (Brasilien) |
|  |                  |                    |         |                                       | Domare: Joaquim Antônio Leite de Castro (Brasilien) | Domare: Joaquim Antônio Leite de Castro (Brasilien) |

|  | 25 december 1925 | Brasilien                 | 2 – 2   | Argentina              | Estadio Ministro Brin y Senguel, Buenos Aires |                                    |
|  |                  | Friedenreich 27′ Nilo 30′ | (2 – 1) | Cerroti 41′ Seoane 55′ | Domare: Manuel Chaparro (Paraguay)            | Domare: Manuel Chaparro (Paraguay) |
|  |                  |                           |         |                        | Domare: Manuel Chaparro (Paraguay)            | Domare: Manuel Chaparro (Paraguay) |
|  |                  |                           |         |                        | Domare: Manuel Chaparro (Paraguay)            | Domare: Manuel Chaparro (Paraguay) |

## Målskyttar
6 mål
- Manuel Seoane

4 mål
- Lagarto - Nilo

2 mål
- Arthur Friedenreich
- Gerardo Rivas

1 mål
- Antonio Cerrotti - Juan Carlos Irurieta - Alfredo Garassini - Martin Sánchez - Domingo Tarasconi
- Moderato
- Manuel Fleitas Solich - Luis Fretes